# ام‌وی ادنیا
ام‌وی ادنیا (به انگلیسی: MV Adonia) یک کشتی است که طول آن ۱۸۰٫۴۵ متر (۵۹۲ فوت) می‌باشد. این کشتی در سال ۲۰۰۱ ساخته شد.